# Chùa Bạc
Wat Preah Morakat, còn được gọi là Chùa Bạc hay Chùa Phật ngọc lục bảo, là một ngôi chùa nổi tiếng của Campuchia. Sở dĩ được gọi là Chùa Bạc vì ngôi chùa có đến 5329 miếng bạc lát trên nền nhà, mỗi miếng bạc đều làm thủ công và có trọng lượng 1,125 g. Ngôi chùa có chức năng văn hoá và lưu giữ bảo vật tôn giáo hơn là chức năng thờ cúng, chứa đựng hơn 1650 đồ vật có giá trị. Bức tượng Phật ngồi trên ngọn tháp trung tâm ngôi đền là bức tượng ngọc lục bảo, có những thông tin khác nhau bức tượng được làm bằng ngọc lục bảo hay pha lê. Đứng trước tượng lục bảo là tượng Phật Di-lặc (đức phật tương lai) đúc bằng 90 kg vàng ròng và được gắn 2086 viên kim cương, trong đó có viên kim cương 25 carat trên vương miện và viên kim cương 20 carat gắn ở ngực. Ngoài ra còn có bức tượng Phật xá lị ngồi trong một tháp nhỏ bằng vàng và bạc, các bảo vật của Vương hậu Kossomak Nearirith, bảo vật đóng góp của các dòng họ quý tộc và vương thất.

## Vị trí
Nằm trong quần thể của Vương cung Campuchia nằm về phía bên trái cung điện theo phía cổng dành riêng cho du khách.

## Mô tả
Ngôi chùa to lớn và đẹp đẽ cả về nghệ thuật lẫn kiến trúc, nó mang dáng dấp với lối kiến trúc tiêu biểu của kiến trúc chùa tháp Campuchia.

## Các công trình chính trong Chùa Bạc
- Tranh tường sử thi Ramayana (Reamker): bên trong ngôi chùa có một sảnh đường rộng trang trí bằng những bức tranh tường nói về sử thi Reamker (phiên bản Khmer hóa từ sử thi kinh điển Ramayana của Ấn Độ). Một số phần của bộ tranh tường đã bị hư hỏng do thời tiết. Những bức tranh tường được vẽ vào năm 1903-1904 bởi một nhóm sinh viên dưới sự chỉ đạo trực tiếp của họa sĩ Vichitre Chea và kiến trúc sư Oknha Tep Nimit Thneak. Trong thập niên 1930, sảnh đường này được sử dụng như là nơi học đạo của những nhà sư. Sảnh đường này hiện nay không còn nguyên vẹn qua năm tháng. Bức tranh sử thi đã hư hại rất nhiều, nhất là phần dưới, khiến việc chiêm ngưỡng bức tranh dành cho du khách không trọn vẹn.
- Dhammasala: một phòng lớn thông thoáng thường là nơi các hoà thượng giảng đạo và là nơi tiếp đón khách của vương thất.
- Keong Preah Bat: Ngọn tháp chứa đựng dấu chân của đức Phật.
- Thư viện: có một thư viện nhỏ ngay cạnh chánh điện là nơi lưu giữ những cuốn kinh tôn nghiêm và bức tranh voi đực Nandin và một vài bức tượng Phật. Bức tượng Nandin làm bằng bạc nguyên chất và được coi là có nguồn gốc từ rất lâu, bức tượng được tìm thấy ở tỉnh Kandal năm 1983. Trong thư viện có nhiều thầy bói làm việc, nếu có phiên dịch đừng quên hỏi thầy bói về vận mệnh của mình chỉ với một chút đóng góp tùy hỉ.
- Đồi Mondop: là một quả đồi nhân tạo nhỏ tượng trưng cho núi Kailassa, trên đỉnh là ngọn tháp là gian thờ có chứa đựng một dấu chân lớn của đức Phật. Ngọn tháp được trang trí 108 bức ảnh đức Phật tượng trưng cho 108 linh hồn của đức Phật. Cũng có các thầy bói làm việc tại đây bằng cách quý khách có thể xin xăm trên những lá xâm làm bằng lá cọ được khắc chi chít chữ Khmer. Phía dưới đồi là hình voi thần Genasa và Các vị thần Ấn Độ giáo với một dòng suối nhỏ chảy róc rách ngày đêm. Người ta truyền rằng nếu hứng những giọt nước này rồi rửa mặt nó sẽ mang may mắn. Bên cạnh đó cũng có những cây lá buông và cây lá (chưa biết tên), người ta viết vào đó những dòng chữ cầu nguyện lên trên lá.
- Bức tượng vua Norodom: Bức tượng cưỡi ngựa của nhà vua Noradom (1834-1904), được làm bởi những nghệ nhân Pháp năm 1875 tại Paris và đặt trên phần đất ngôi chùa năm 1892. Phần mái che được vua Sihanouk cho làm thêm năm 1953 nhằm tôn vinh vua Noradom như là vầng ánh sáng của đất nước Campuchia độc lập. Ngọn tháp ở phía Bắc bức tượng có chứa hài cốt vua Norodom. Phía trước tượng là một ao sen trắng nhỏ với cá chép bơi lội, sen vẫn trổ hoa, tạo nên những bức ảnh đẹp cho du khách.
- Lăng mộ vua Ang Duong (1845- 1860): được xây dựng năm 1908, nhà vua này được coi là người đặt nền móng cho triều đại hiện nay và là ông nội 4 đời của nhà vua Sihamoni.
- Lăng mộ vua Norodom (1834-1904): được xây dựng năm 1908 và là nơi chứa đựng hài cốt nhà vua Norodom.
- Lăng mộ vua Suramarit và vương hậu Kossomak: được xây dựng năm (1955-1960), là cha, mẹ của vua Sihanouk và là ông, bà của quốc vương Sihamoni.
- Lăng mộ công chúa Kantha Bopha: là con gái yêu quý của nhà vua Sihanouk, công chúa Kantha Bopha mất năm 1952 khi được 4 tuổi do bệnh bạch cầu. Lăng mộ được xây năm 1960.
- Tháp chuông: chuông đánh lên khi đóng hoặc mở cửa chùa hoặc trong các buổi lễ.

Sau đây là hình ảnh của các công trình khuôn viên Chùa Bạc

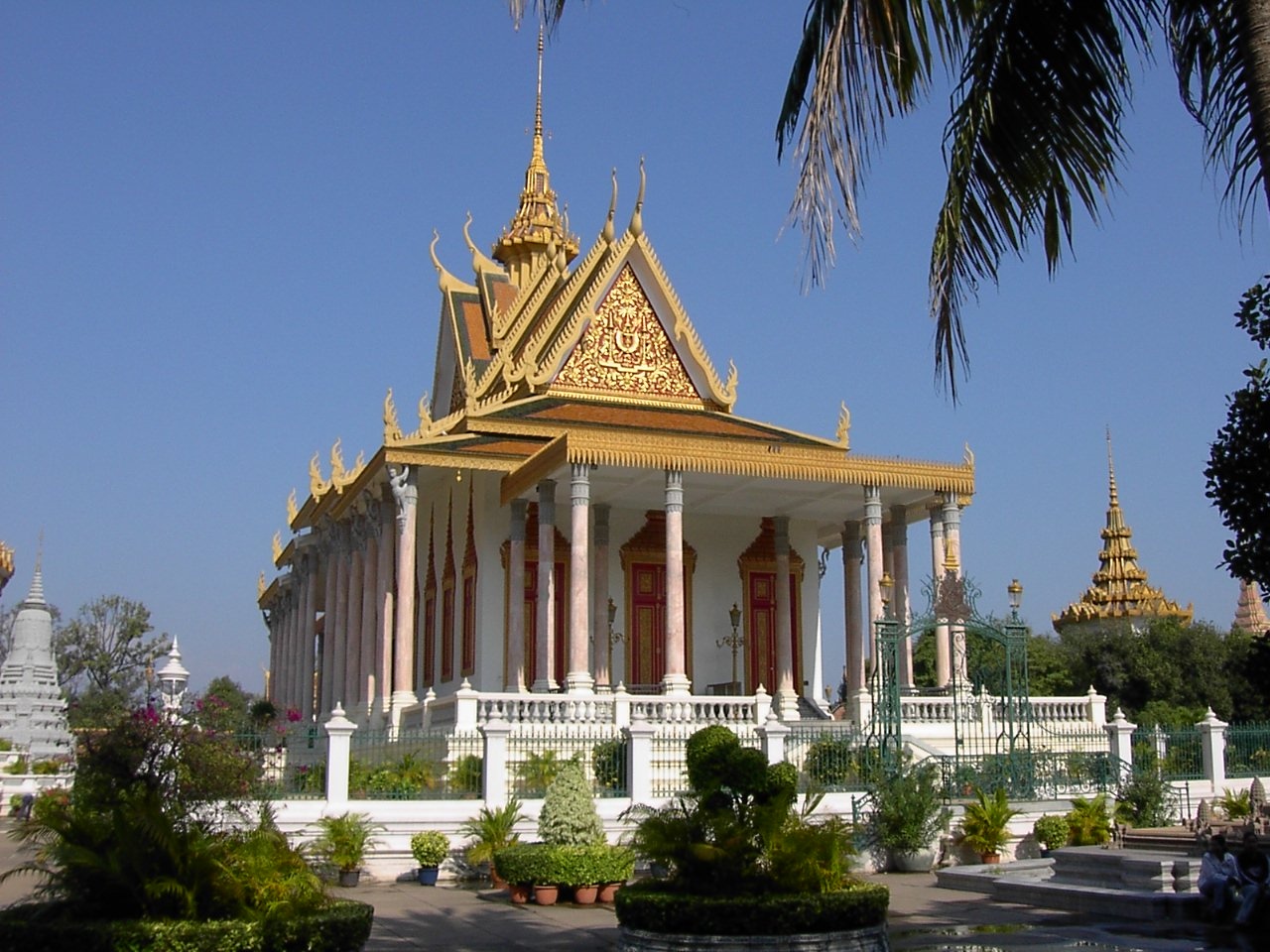
Chùa Bạc nhìn từ trước - đây là chính điện
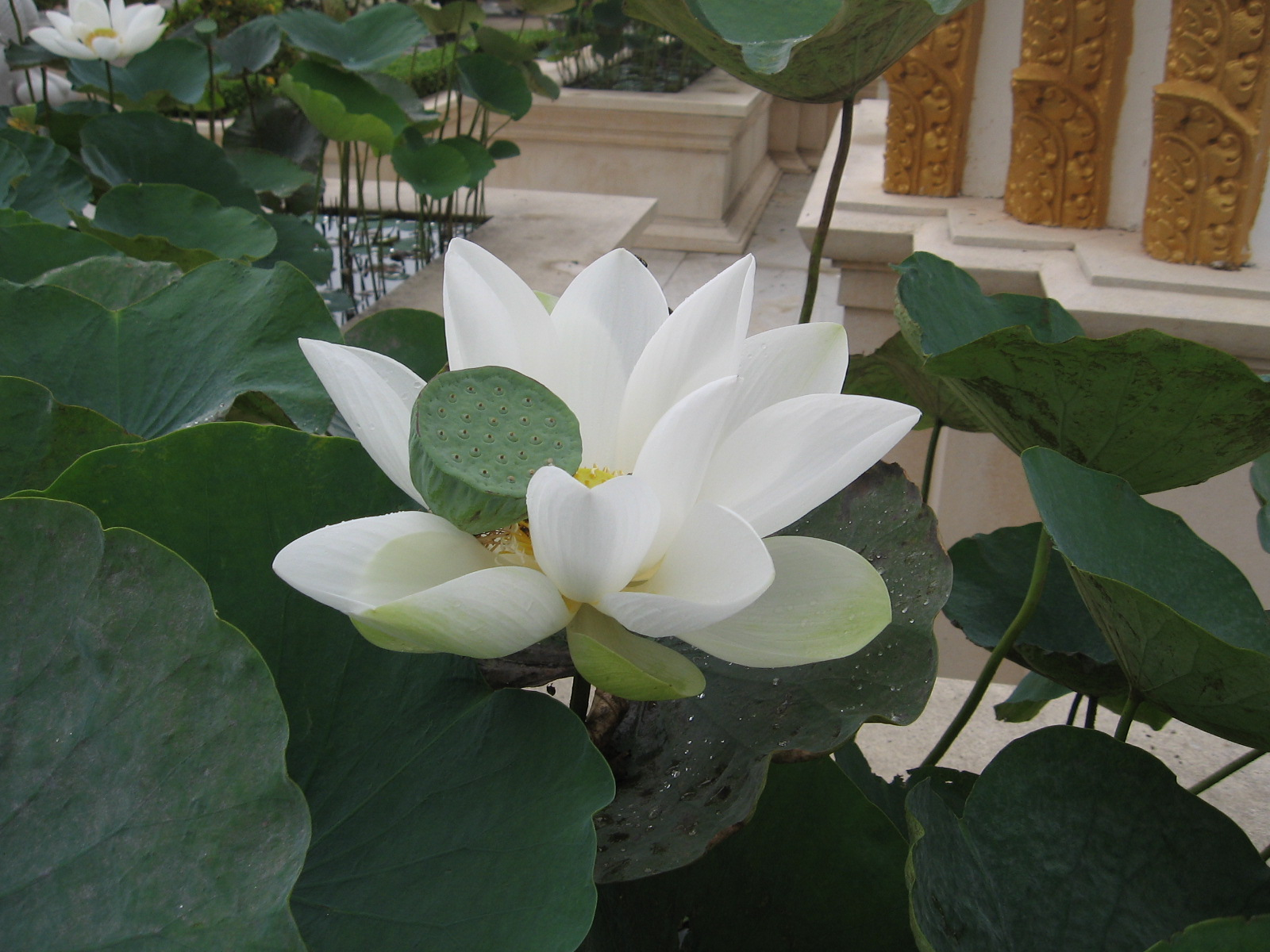
Sen trắng nở phía trước chùa Bạc làm cho ngôi chùa thêm thanh thoát
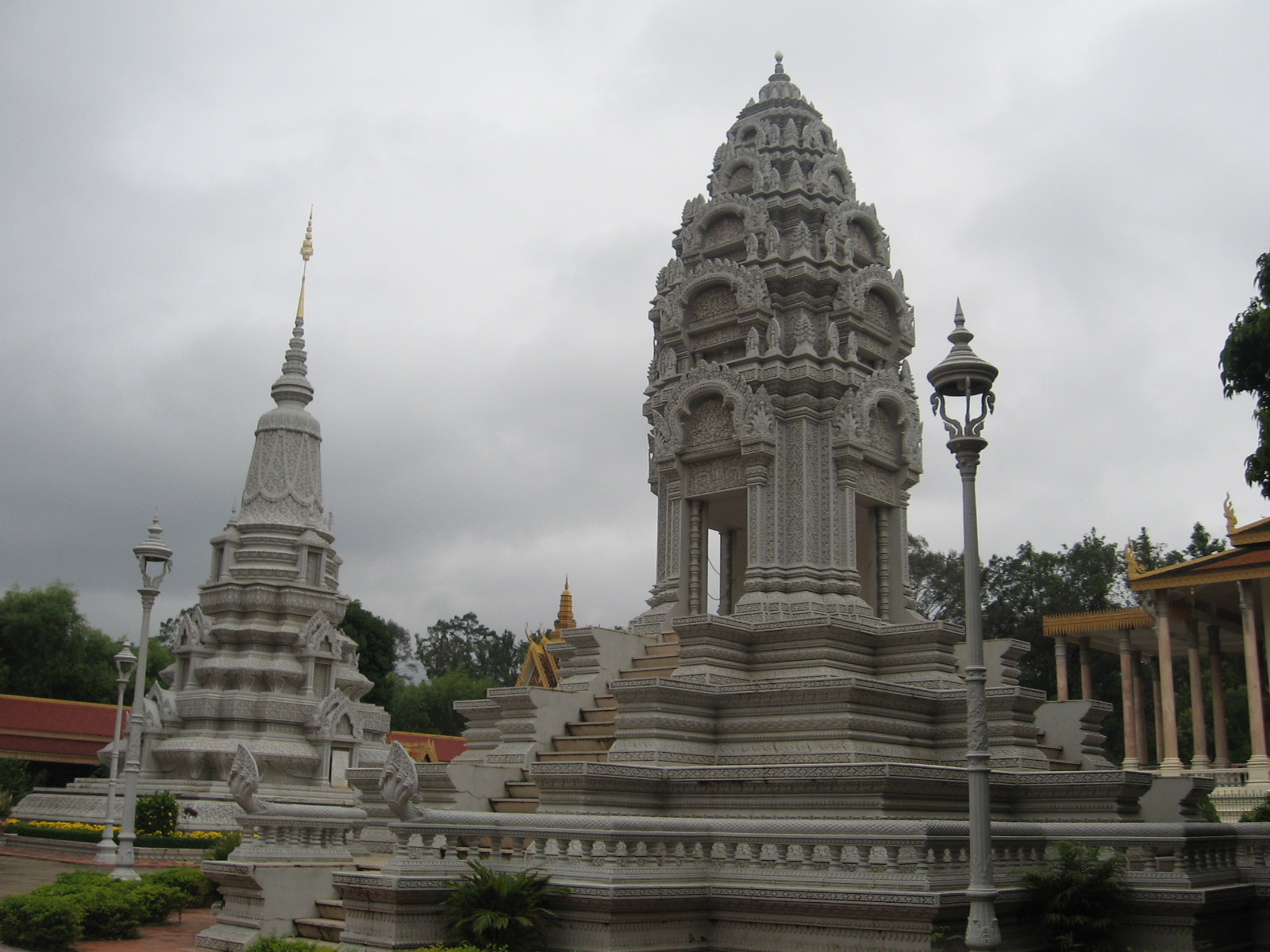
Lăng mộ công chúa Kantha Bopha
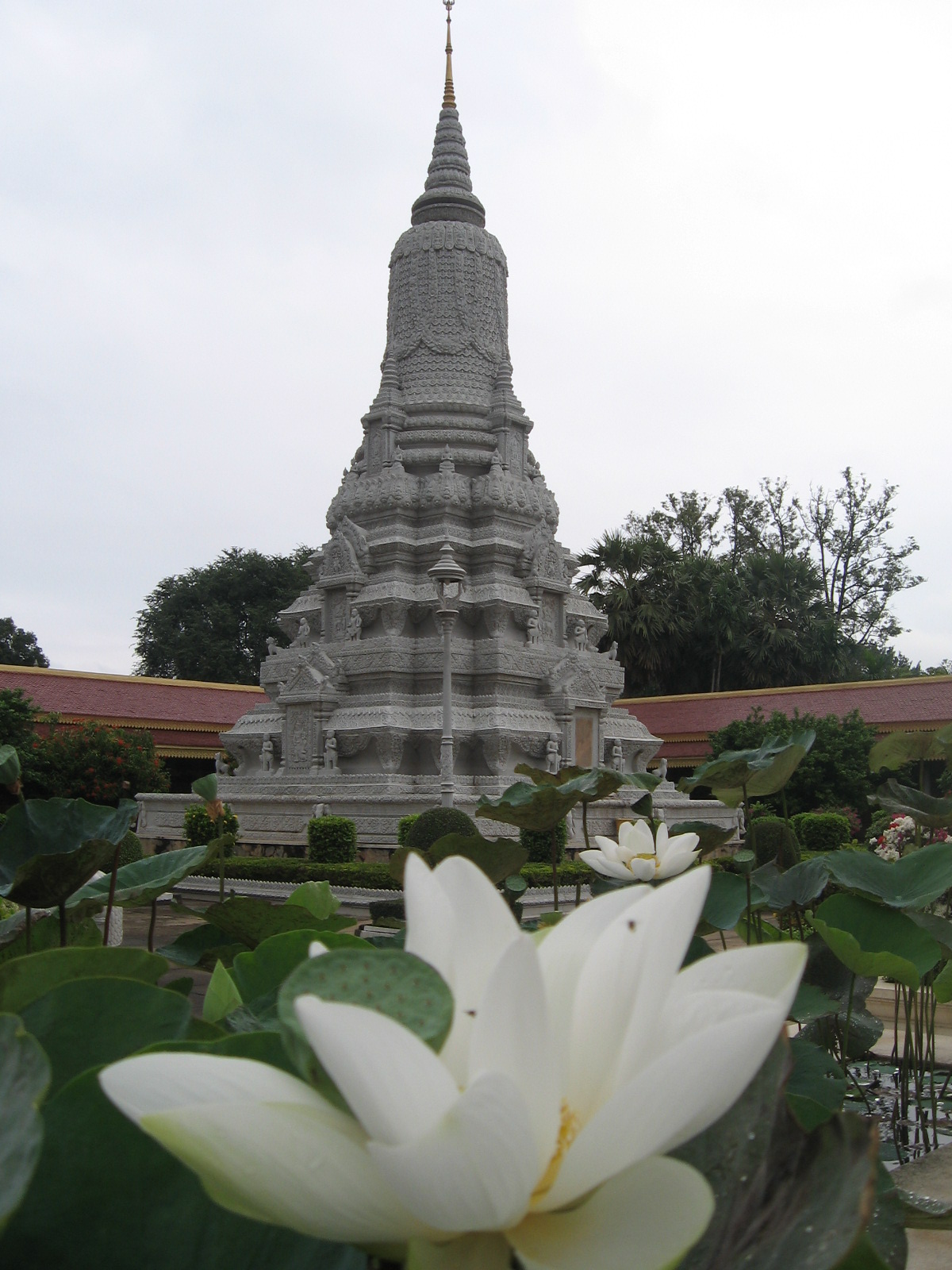
Lăng mộ vua Norodom
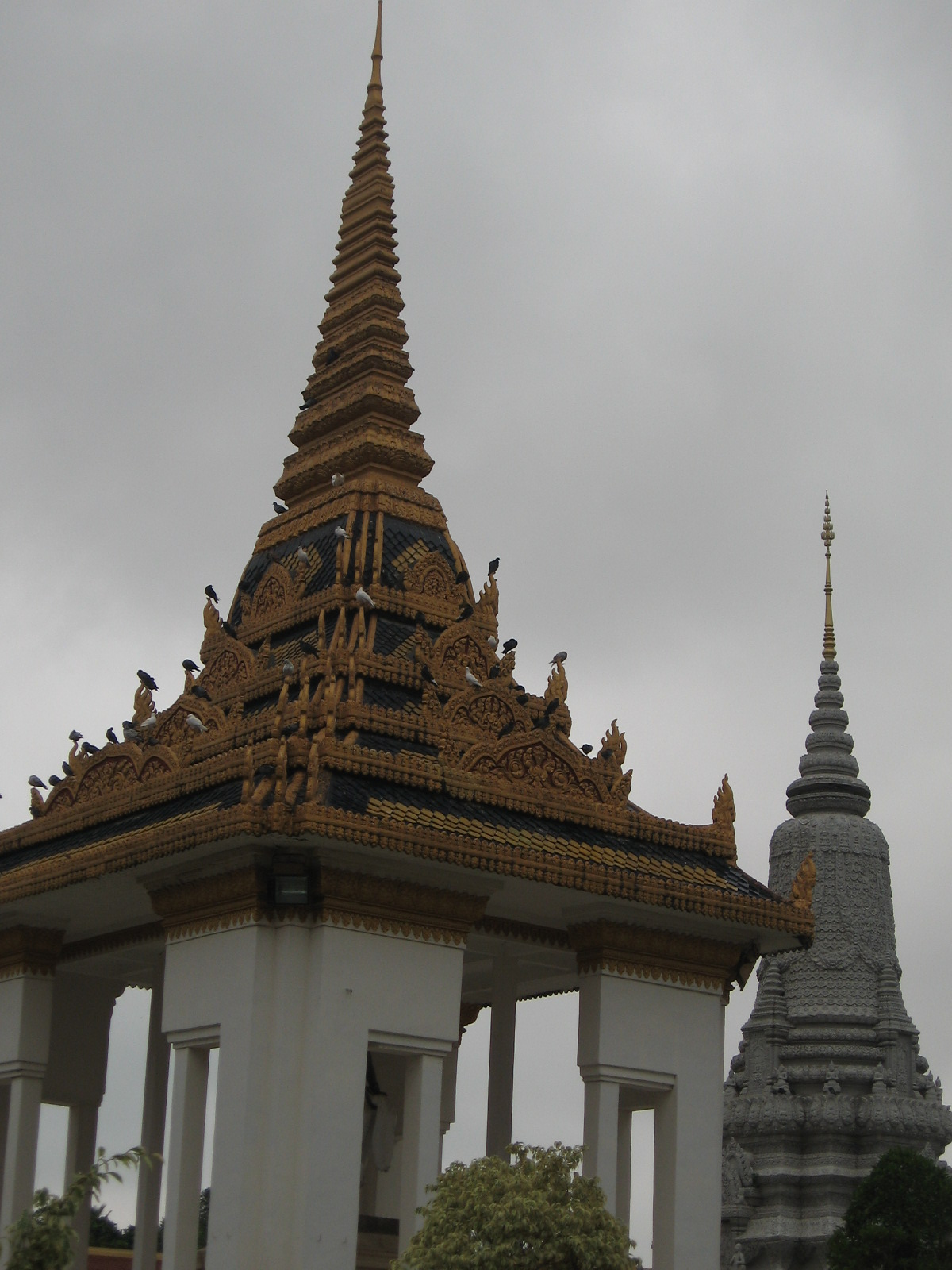
Lăng mộ vua Suramarit và vương hậu Kosomak
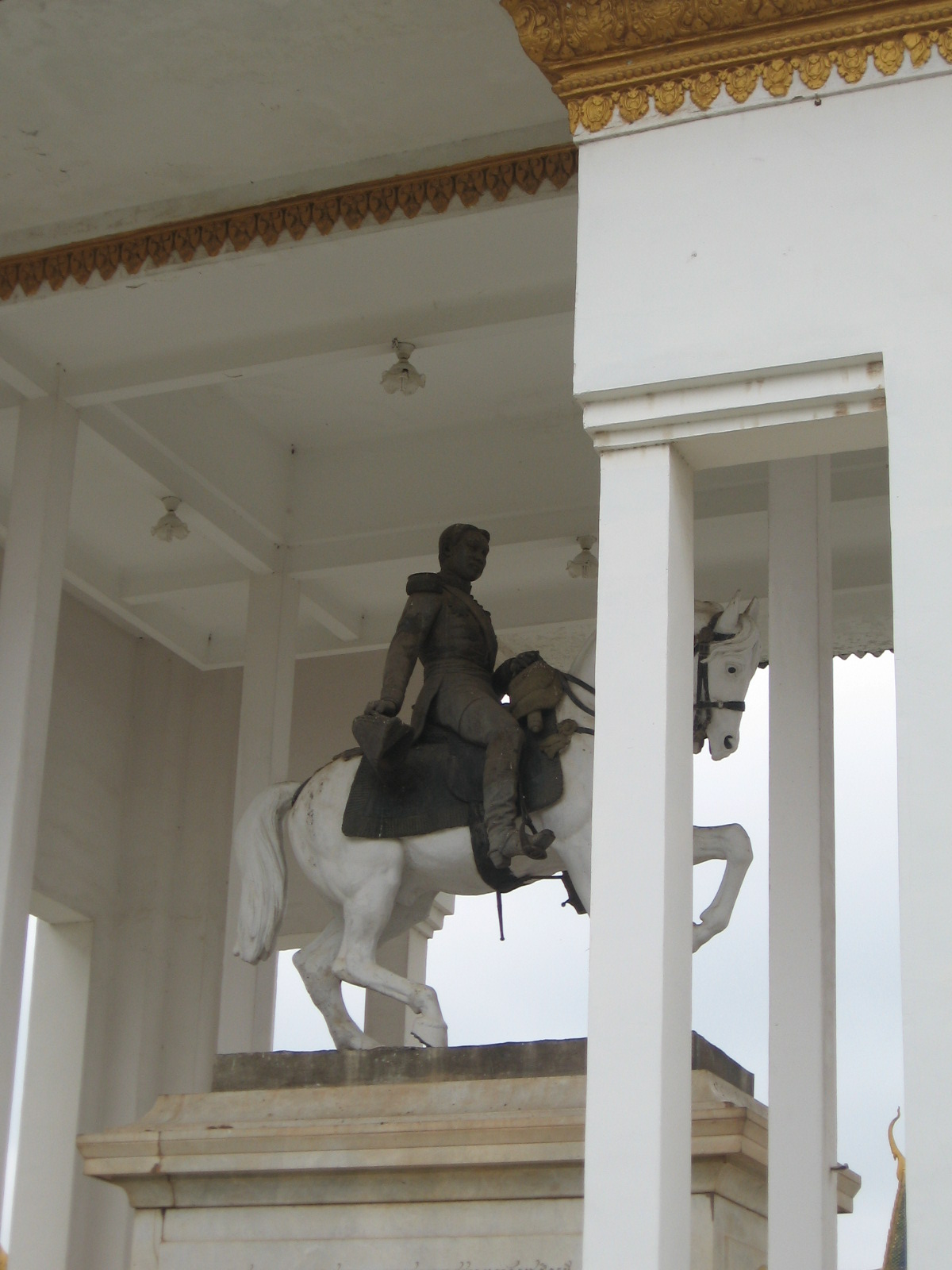
Tượng vua Norodom trước cổng chùa Bạc
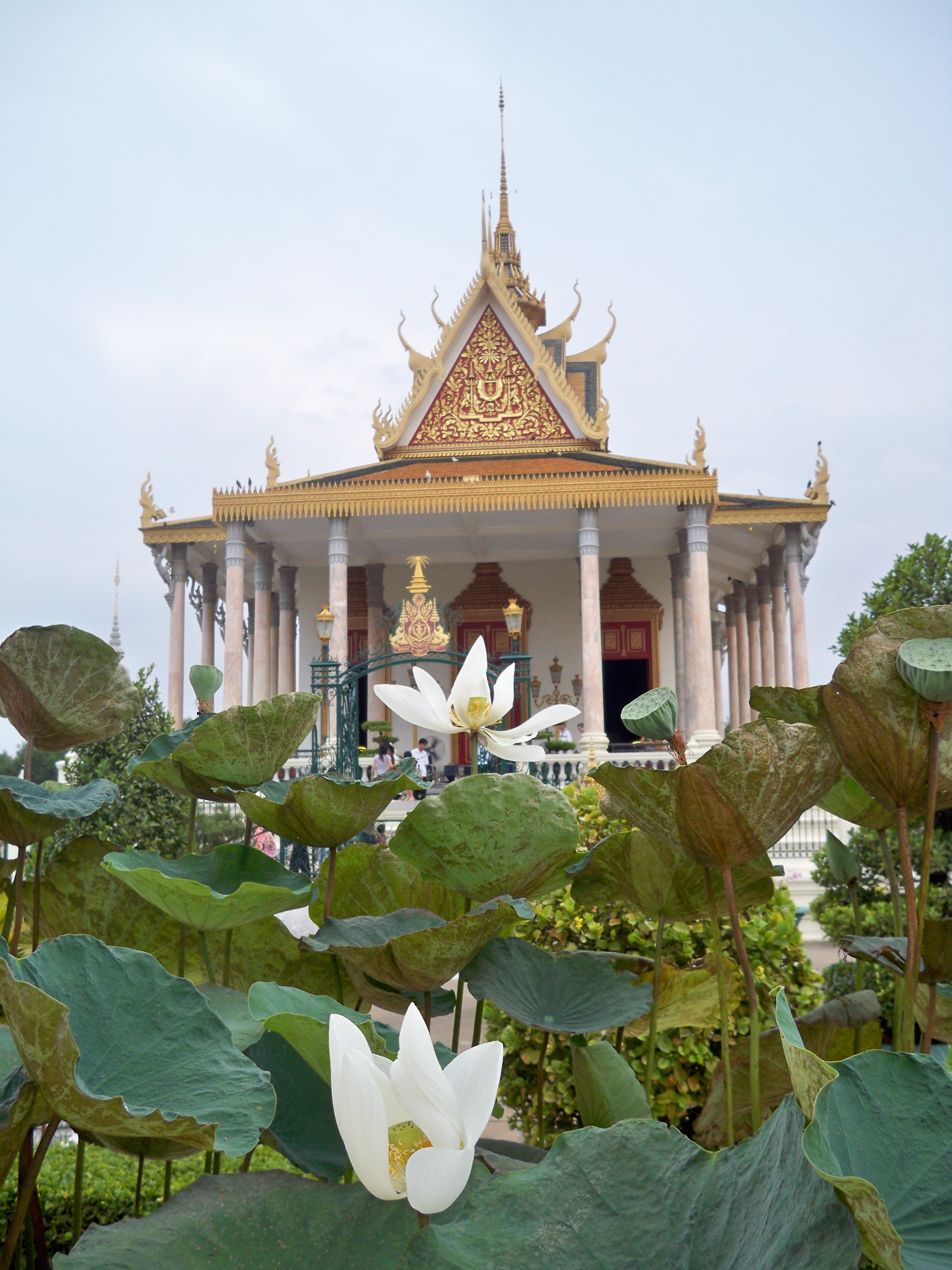

## Khu ngoại viên
Gồm các công trình phụ sau đây:

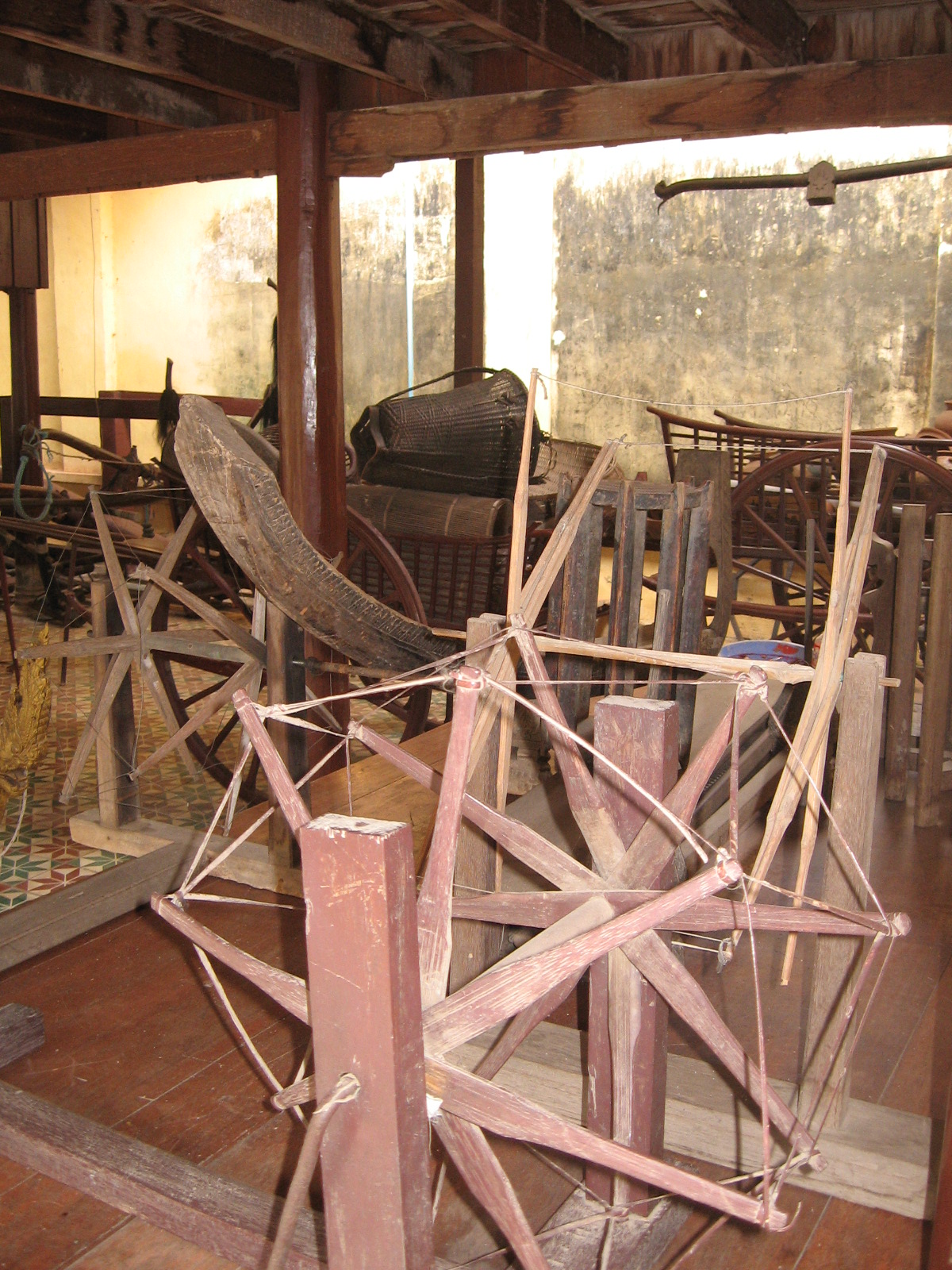
1. Phòng chứa vật dụng thủ công truyền thống
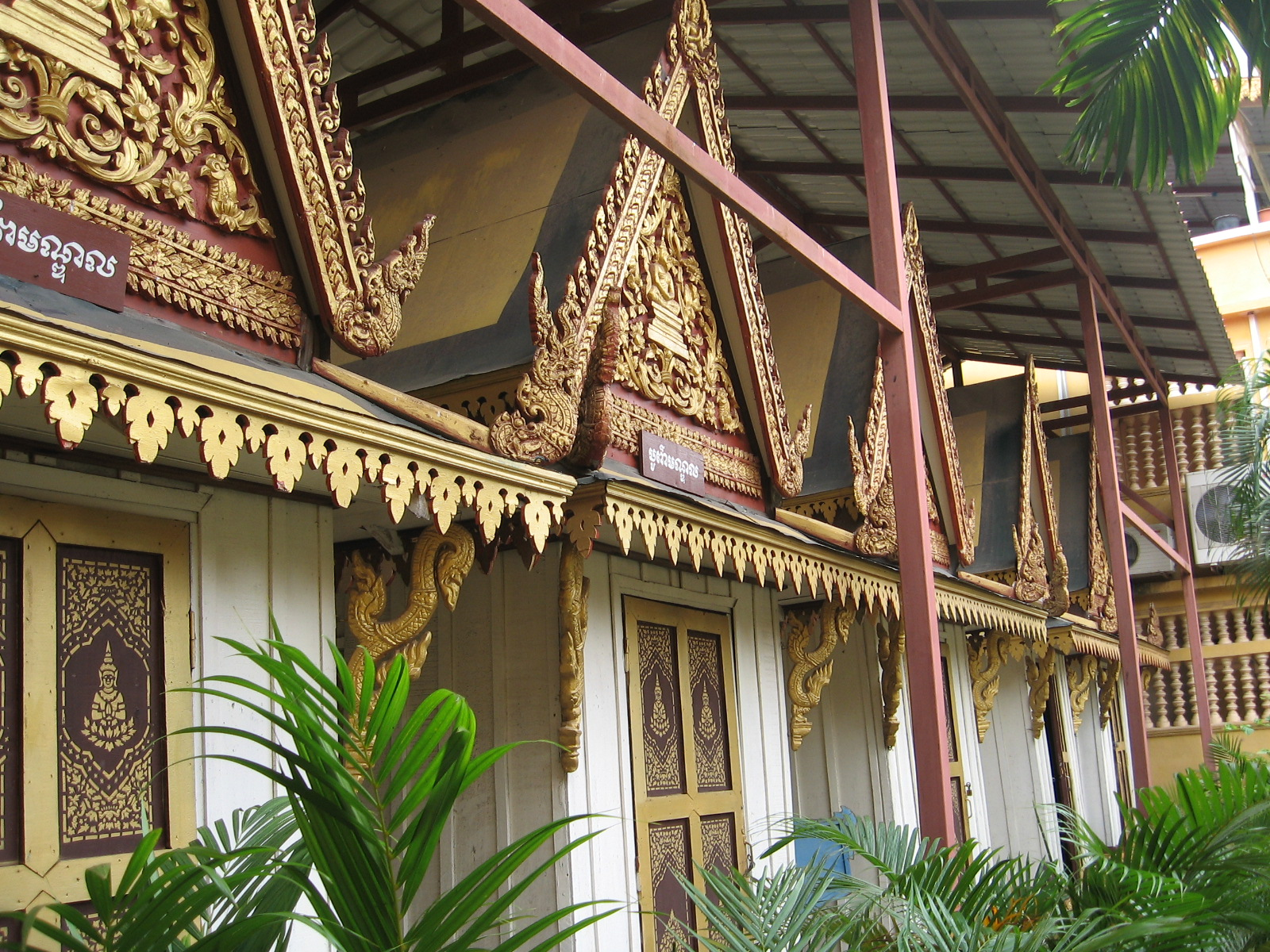
2. Khu trưng bày nhà truyền thống
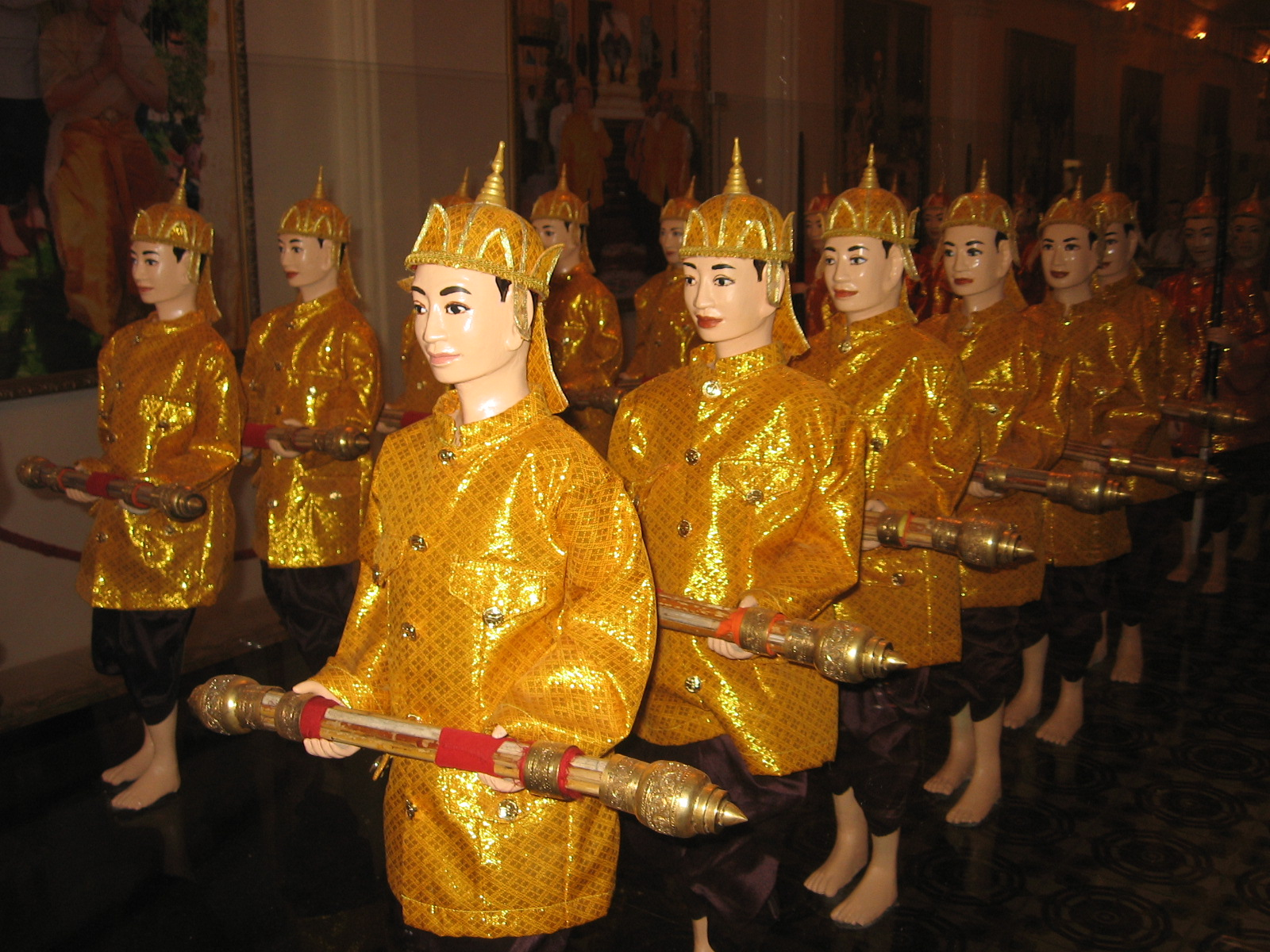
3. Khu trưng bày nghi lễ cung đình - A.Hình nhân quân lính mô tả trong nghi lễ trong cung đình
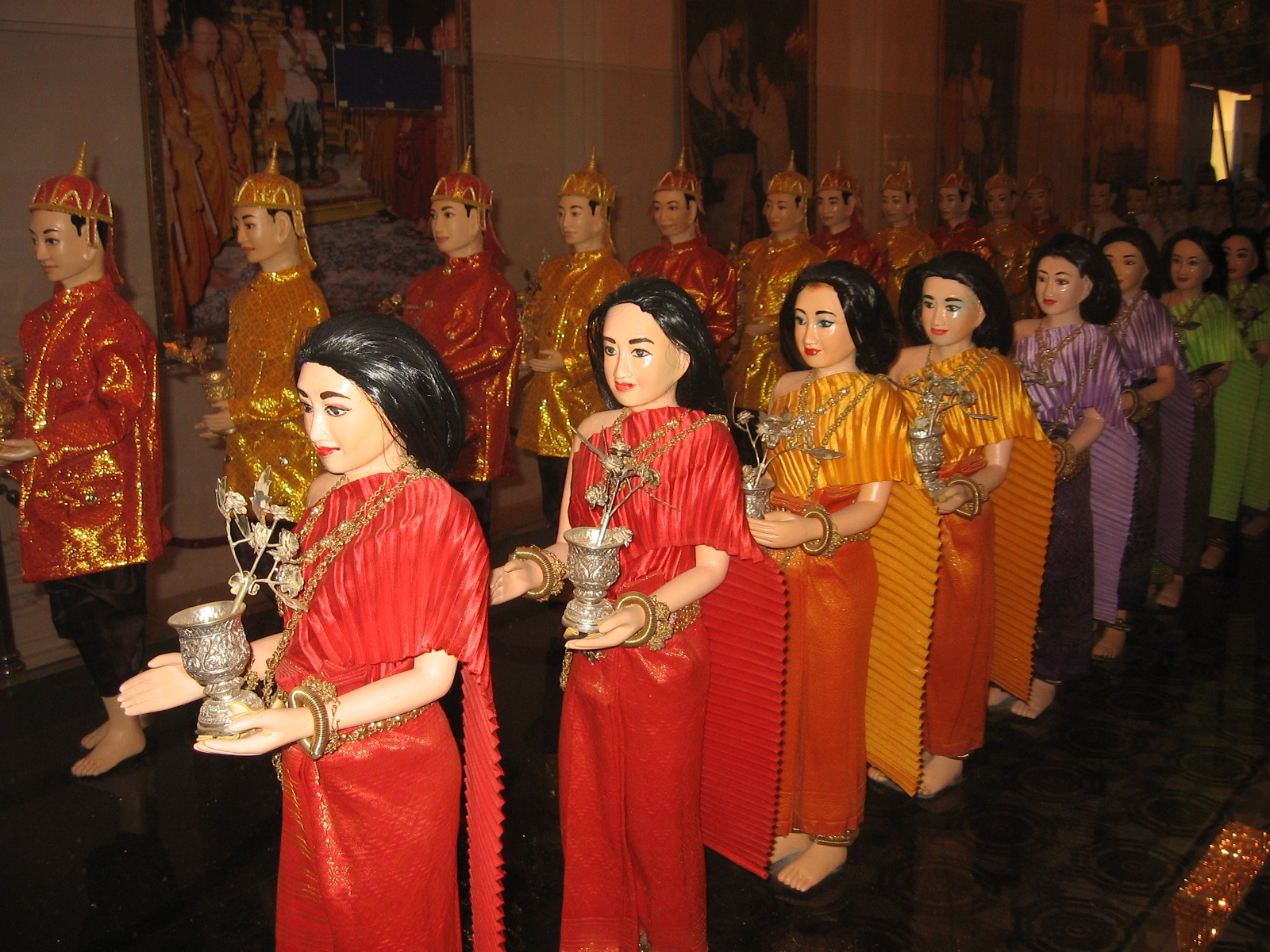
4. Hình nhân cung nữ mô tả trong nghi lễ trong cung đình
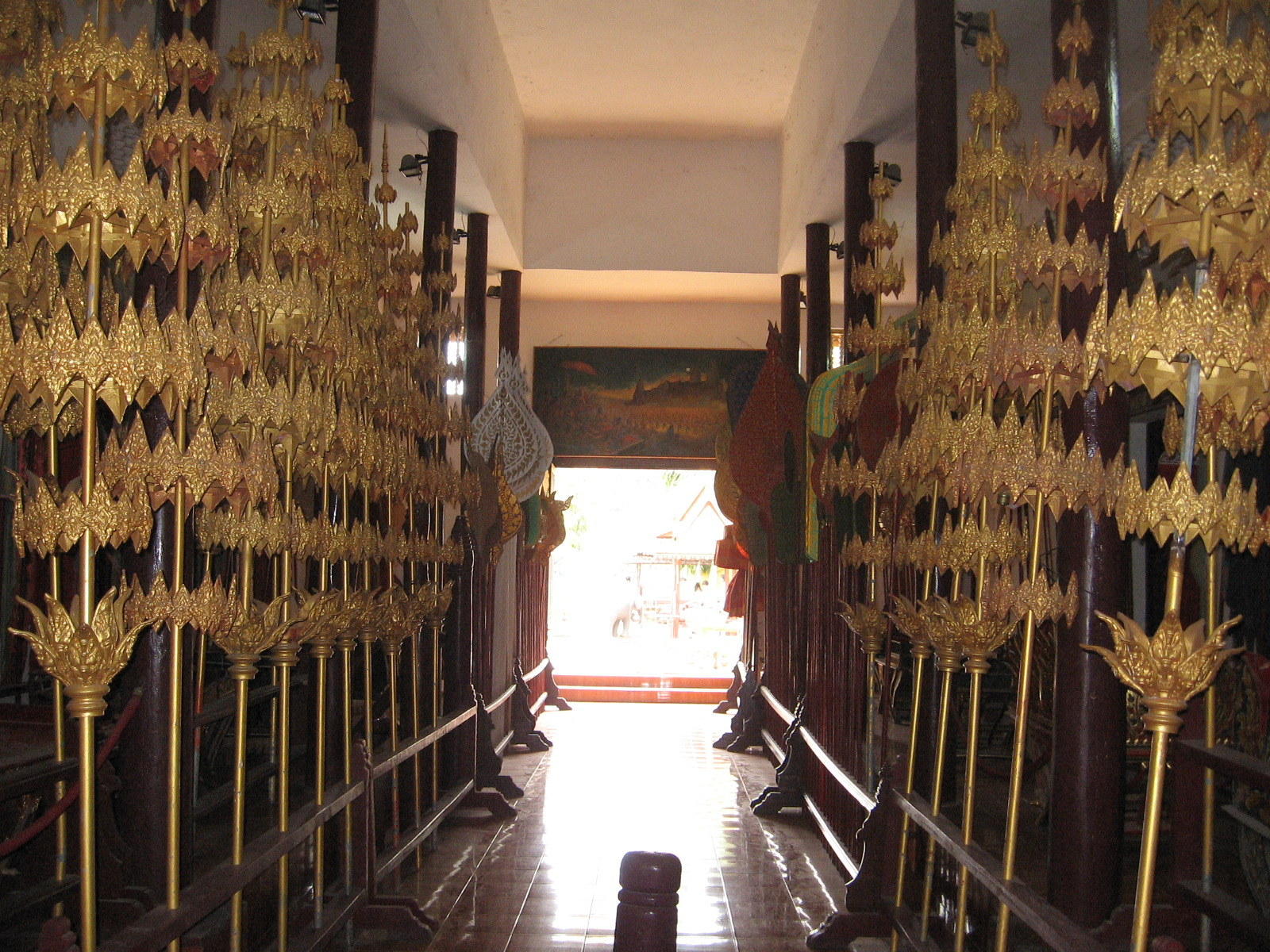
5. Phòng trưng bày các vật dụng truyền thống trong nghi lễ cung đình
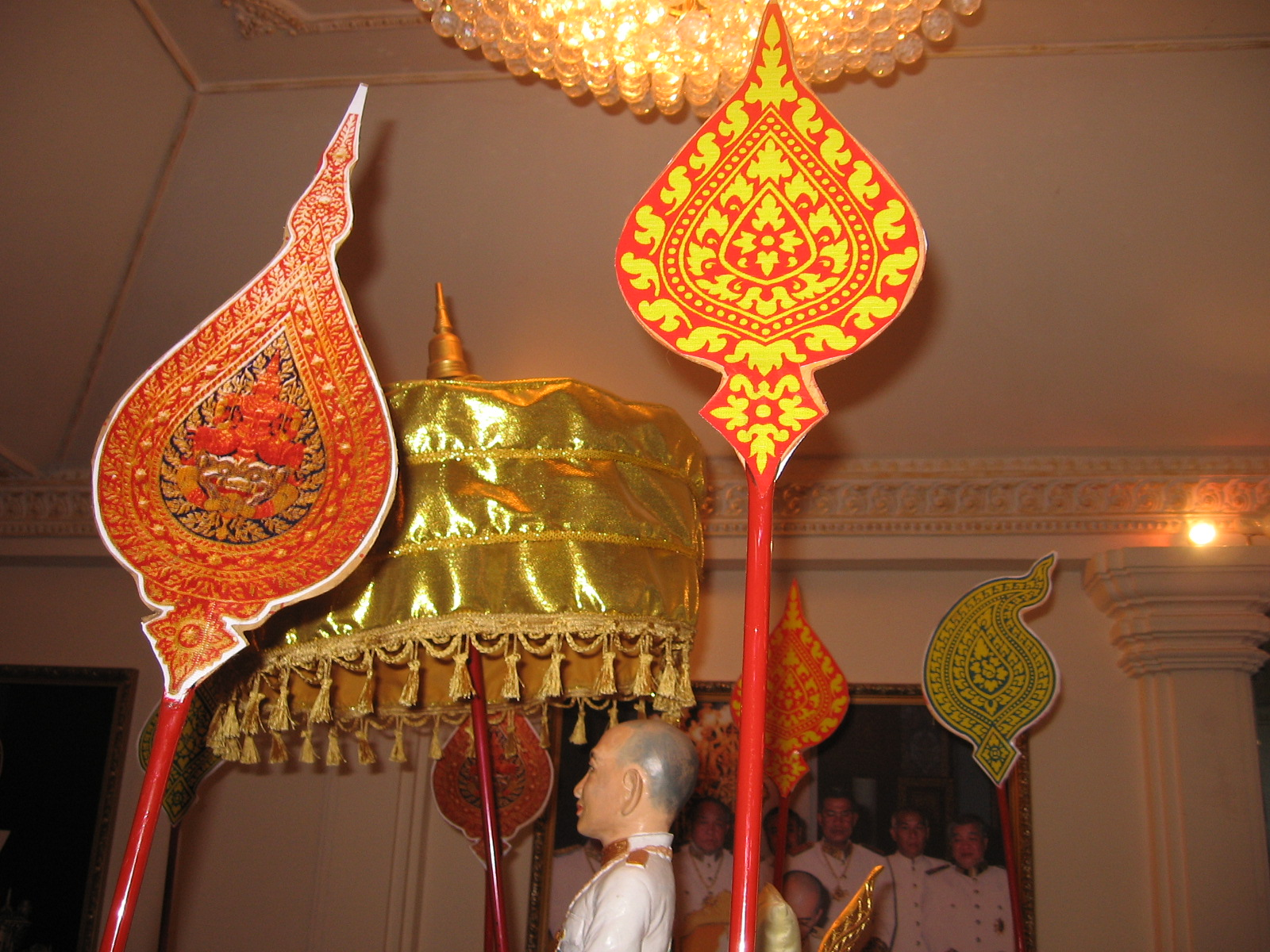
6. "Tàn và lộng " - phòng vật dụng truyền thống trong nghi lễ cung đình